# Artedius notospilotus
Artedius notospilotus és una espècie de peix pertanyent a la família dels còtids.

## Descripció
- Fa 25 cm de llargària màxima.[2][3]

## Hàbitat
És un peix marí, demersal i de clima subtropical.

## Distribució geogràfica
Es troba al Pacífic oriental: des de Puget Sound (Washington, els Estats Units) fins al nord de la Baixa Califòrnia (Mèxic).

## Observacions
És inofensiu per als humans.